# 薛景瑄
薛景瑄（1930年—），男，江苏江阴人，生于上海，中国高能物理学家，中国科学院高能物理研究所研究员、博士生导师。